# Ange Bastiani
Pour les articles homonymes, voir Bastiani.
Ange Bastiani est le principal nom de plume de Victor Maurice Élie Jean Le Page, né le 2 décembre 1918 à Brest et mort le 4 novembre 1977 dans le 5e arrondissement de Paris,, écrivain français, auteur de nombreux polars. Il a également été scénariste et comédien.
Il a écrit aussi sous les pseudonymes de Ralph Bertis, Zep Cassini, Luigi Da Costa, Ange Gabrielli, Maurice Raphaël, Victor Saint-Victor, Vic Vorlier.

## Biographie
« Fils d'un officier de marine breton, mais né à Toulon », il reste discret sur ses origines et affirmait avoir repris le nom de jeune fille de sa mère, d'origine corse. Une chose est certaine : après la Seconde Guerre mondiale, il se lance dans l'écriture, d'abord sous le nom de plume de Maurice Raphaël. Son premier éditeur est Raymond Guérin qui propose de le faire éditer au Scorpion dirigée par Jean d'Halluin. Ses premiers écrits ne rencontrent pas le succès escompté, bien que salués par André Breton, à qui il envoie d'ailleurs ses ouvrages. Sous le nom de Maurice Raphaël, sa prose s'inscrit dans la lignée de Céline. On y retrouve les mêmes formules argotiques et scabreuses, souvent orientées vers le dégoût de soi-même. L'ensemble est jugé d'un grand pessimisme.
Lepage est, avec Albert Simonin, l'un des maîtres de l'argot du « Milieu ». Comme Simonin, il a eu un passé trouble : à ce jour, personne ne peut vraiment savoir ce que furent exactement les années de sa jeunesse. Selon Alfred Eibel, entre autres, il aurait été durant la Seconde Guerre mondiale membre actif de la collaboration, « responsable aux questions juives pour les départements de l'Eure et de l'Eure-et-Loir », engagé dans la milice de la rue Lauriston. Ensuite, il n'aurait échappé que de peu à l'épuration. Il fait de la prison au Centre pénitentiaire de Fresnes et à celui de Fontevraud où il est bibliothécaire et y a l'idée d'utiliser sa connaissance très spéciale des truands pour écrire des romans.
Il touche ensuite à de nombreux domaines : romans érotiques, pièces de théâtre, guides…  Mais il est surtout connu pour ses romans policiers, publiés dans les années 1950 et 1960 en Série noire et dans la collection Un mystère, « la plupart consacrés à la pègre corse ou marseillaise ».
Le Pain des jules est monté en 1959 par Jean Le Poulain au Théâtre des Capucines.
En 1960, son roman paru dans la Série noire, Le Pain des jules, est adapté au cinéma par Jacques Séverac.
Infatigable piéton de Paris, il meurt rue d'Alésia en 1977.

## Postérité
Après avoir été l'un de ses premiers éditeurs, Éric Losfeld réédite Maurice Raphaël (Le Festival, De deux choses l'une, Ainsi soit-il, Claquemur) fin 1969. Dans les années 1990, les éditions Le Dilettante édite également Maurice Raphaël (Les Yeux de la tête, Les Chevaux de bois sont ivres).
En 2007, Patrick Modiano le décrit dans son roman Dans le café de la jeunesse perdue.

## Œuvres

### Romans

#### Sous le pseudonyme d'Ange Bastiani
- Arrête ton char Ben Hur !, Gallimard, Série noire no 222, 1954  ; réédition, Gallimard, La Poche noire no 98, 1969
- Polka dans le champ de tir, Gallimard, Série Noire no 233, 1955 ; réédition, Gallimard, Carré noir no 86, 1972
- Des immortelles pour Mademoiselle, Gallimard, Série Noire no 305, 1956 ; réédition, Gallimard, Carré noir no 62, 1972
- La Croix des vaches[11], Éditions du Gerfaut, 1958
- Coup de typhus, Fleuve noir, Spécial Police no 181, 1959 ; réédition, Eurédif, Atmosphère no 52, 1973
- Lune de fiel, Fleuve noir, Spécial Police no 192, 1959
- Hallali aux Halles, Fleuve noir, Spécial Police no 209, 1959
- Que le cric me croque !, Fleuve noir, Spécial Police no 220, 1960 ; réédition, France Sud publications, Super crime no 4, s.d.
- Le Pain des jules, Gallimard, Série Noire no 598, 1960 ; réédition, Gallimard, Carré noir no 190, 1974
- La Fine à l'eau, Presses de la Cité, Un mystère no 573, 1961
- Terminus cimetière, Presses de la Cité, Un mystère no 587, 1961 ; réédition, Eurédif, Atmosphère no 48, 1973
- Les Souris valseuses, Presses de la Cité, Un mystère no 596, 1961 ; réédition, France Sud publications, Super crime no 3, s.d. ; réédition, Éditions Cent Pages, 2012
- Qui sème le feu, Presses de la Cité, Un mystère no 612, 1962
- Coquin de fakir, Presses de la Cité, Un mystère no 625, 1962
- Caltez volaille !, Presses de la Cité, Un mystère no 638, 1962 ; réédition, France Sud publications, Super crime no 1, s.d.
- Le Coup du Père Noël, Presses de la Cité, Un mystère no 645, 1962
- Requiem pour un chien, Presses de la Cité, Un mystère no 655, 1963
- Panique au paradis, Presses de la Cité, Un mystère no 673, 1963
- Amour, sang et zibeline, Presses de la Cité, Un mystère no 681, 1963
- Cauchemar en rose, Presses de la Cité, Un mystère no 700, 1964
- Folle à lier !, Presses de la Cité, Un mystère no 710, 1964
- Monstres et Merveilles, Presses de la Cité, Un mystère no 716, 1964
- Un sac de vipères, Presses de la Cité, Un mystère no 722, 1964
- Retourne en enfer, Presses de la Cité, Un mystère no 735, 1965 (Prix du suspense)
- Western Party, Presses de la Cité, Un mystère no 740, 1965
- Cache-cache au purgatoire, Presses de la Cité, Un mystère no 754, 1965
- Le Bain de minuit, Presses de la Cité, Un mystère no 756, 1965
- Le Corso des tireurs, Presses de la Cité, Un mystère no 759, 1966 ; réédition, France Sud publications, Super crime no 2, s.d.
- Un chat dans la gorge, Presses de la Cité, Un mystère, 2e série, no 7, 1966
- Bonsoir, tigresse !, Presses de la Cité, Un mystère, 2e série, no 21, 1966
- Crocs en jambe, Presses de la Cité, Un mystère, 2e série, no 33, 1966
- Du sang dans les voiles, Presses de la Cité, Un mystère, 2e série, no 46, 1967  ; réédition, Presses de la Cité, Punch no 98, 1972
- Exquise dans son linceul, Presses de la Cité, Un mystère, 2e série, no 62, 1967
- En chair et en or, Presses de la Cité, Un mystère, 2e série, no 96, 1968 ; réédition, France Sud publications, Le Jaguar rouge no 19, 1976
- Satan a besoin des femmes, Les Presses noires, 1968 ; réédition, Eurédif, Atmosphère no 1, 1972
- Pizza au sang, Les Presses noires, Police no 2, 1968 ; réédition, France Sud publications, Le Jaguar rouge no 17, 1976
- Bréviaire de l'amour sorcier, Solar éditeur, 1969
- Iris, André Balland, 1970
- Des étoiles filantes, Presses de la Cité, Un mystère, 3e série, no 118, 1970  ; réédition, Presses de la Cité, Punch no 122, 1972
- Toutes griffes dehors, Presses de la Cité, Un mystère, 3e série, no 137, 1971 ; réédition, Presses de la Cité, Punch no 105, 1972
- La Gnôle maudite, Eurédif, Atmosphère no 45, 1972
- La Riboudingue, Presses de la Cité, Un mystère, 3e série, no 186, 1972 ; réédition, Presses de la Cité, Punch no 57, 1972
- Le Maboul, Presses de la Cité, Suspense, no 1, 1972
- L'Overdose, Presses de la Cité, Suspense, no 10, 1972 ; réédition, Presses de la Cité, Punch no 17, 1972
- Larmes de sang, Eurédif, Atmosphère no 49, 1973
- Ratafia de roses, Presses de la Cité, Punch, no 63, 1972 ; réédition, Punch, 2e série, no 10, 1973
- Le Guêpier, Eurédif, Atmosphère no 61, 1973
- Les Obsédés, Eurédif, Suspense no 7, 1973
- Madame Lucifer vous fait un bras d'honneur, Jean Dullis éditeur, Sang d'encre no 1, 1974
- Madame Lucifer scalpe le cerveau, Jean Dullis éditeur, Sang d'encre no 5, 1974
- Le Grand Embouteillage, Jean Dullis éditeur, 1974
- Les Tubéreuses, Olivier Orban, 1975
- Chauffe Charlie, chauffe, Fayard, 1975
- L'Amour au pluriel, Eurédif, Aphrodite classique no 9, 1975 ; réédition, La Musardine, Lectures amoureuses no 86, 2005 ; Alix, collection Libertine, 2011

#### Sous le pseudonyme de Maurice Raphaël
- Ainsi soit-il, Éditions du Scorpion, 1948 ; réédition avec Claquemur, J. Losfeld, 1969 ; réédition, Eurédif, Aphrodite classique no 21, 1976 ; réédition avec Claquemur, La Musardine, Lectures amoureuse no 76, 2004
- De deux choses l'une, Éditions du Scorpion, 1949
- Le Festival, avant que ne tombe une autre nuit des longs couteaux, Éditions du Scorpion, 1950
- Jean Martin-Bontoux, P.L.F., 1951
- La Croque au sel, Édition J.A.R., 1952
- Une main lave l'autre, Denoël, 1952
- Claquemur, Arcanes, 1953, avec des illustrations d'Hans Bellmer
- Feu et Flammes, Denoël, 1953
- Une morte saison, Édition J.A.R., 1954 ; réédition, Le Tout pour le tout, 1983
- Biscuit-l'amour, Éditions du Scorpion, 1956 ; réédition sous le pseudonyme Ange Gabrielli, Eurédif, Aphrodite no 164, 1976
- Les Yeux de la tête, Le Dilettante, 1986
- Les Chevaux de bois sont ivres, Le Dilettante, 1992
- La Piano, la naine et les chiens errants, réédition, Éditions Cent Pages, Grenoble 2005

#### Sous le pseudonyme de Ralph Bertis
- Dangereuses Étreintes, Fleuve noir, Rouge & Noir no 17, 1951

#### Sous le pseudonyme de Zep Cassini
- Mollo sur la joncaille, Fleuve noir, Spécial Police no 68, 1955
- A la vie à la mort, Fleuve noir, Spécial Police no 171, 1958

#### Sous le pseudonyme de Luigi Da Costa
- De l'embauche pour l'enfer, Éditions Baudelaire, collection SOS-SOS no 5, 1958

#### Sous le pseudonyme de Ange Gabrielli
- Une belle plante, Éditions de Paris, série blonde no 39, 1956 ; réédition, Éditions du Phénix, Collection Cupidon no 104, 1976
- À chat perché, Éditions de Paris, série blonde no 46, 1956 ; réédition, Éditions du Phénix, Collection Cupidon no 99, 1976
- Jeux de dames, Éditions de Paris, série blonde no 69, 1957
- Les Sirènes d'Anvers, Les Presses noires, Espionnage no 93, 1967
- Salut Calamité !, Les Presses noires, Police no 1, 1968
- La Corrida, Les Presses noires, Police no 9, 1968
- Les Trésors des nazis, Les Presses noires, Police no 13, 1969
- Martine, Eurédif, Collection Aphrodite no 1, 1969
- Une nuit d'amour, Eurédif, Collection Aphrodite no 2, 1969
- Main chaude, Éditions du Phénix, Collection Cupidon no 11, 1973

#### Sous le pseudonyme de Vic Vorlier
- Nuages de sang, Arts et création, Le Monde secret no 21, 1959 ; réédition sous le pseudonyme Ange Gabrielli, Les Presses noires, Espionnage no 96, 1967
- Nous irons en enfer ensemble, Ferenczi, Feux Rouges no 14, 1958 ; réédition sous le pseudonyme Ange Gabrielli, Les Presses noires, Police no 4, 1968

### Recueil de nouvelles signées Ange Bastiani
- Le Bréviaire du crime, comment supprimer son prochain à moindre risque, Solar éditeur, 1968 (Prix de l'humour noir 1968) ; réédition, l'Arbre vengeur, 2013

### Autres publications signées Ange Bastiani
- Les Mauvais Lieux de Paris, Balland, 1969 ; réédition, Presses Pocket no 1743, 1979 ; réédition, l'Éveilleur, 2017 (contient également Les Nouveaux Mauvais Lieux de Paris)
- Les Mauvais Lieux de la Côte d'Azur, Balland, 1969
- Les Mauvais Lieux des environs de Paris, Balland, 1970
- Les Nouveaux Mauvais Lieux de Paris, Balland, 1971
- 200 bistrots secrets de Paris, Solar, 1970
- Escales secrètes de Paris, Solar, 1971
- Bals secrets de Paris - dancings discothèques, Solar, 1973

## Adaptations

### Cinéma
- 1960 : Le pain de Jules de Jacques Séverac
- 1963 : Méfiez-vous mesdames! de André Hunebelle
- 1975 : L'ammazzatina de Ignazio Dolce

### Télévision
- 1968 : Le Corso des tireurs de Philippe Ducrest
- 1979 : Histoires de voyous (épisode : Des immortelles pour mademoiselle) de Paul Siegrist

## Comédien
Ange Bastiani a été comédien :
- 1968 : Le Corso des tireurs de Philippe Ducrest : Victor
- 1972 : 4500 kilos d'or pur de Philippe Ducrest : Bob

## Scénariste
- 1960 : Le pain de Jules de Jacques Séverac
- 1968 : Le Corso des tireurs de Philippe Ducrest
- 1973 : Une atroce petite musique[12] de Georges Lacombe d'après le roman de Jean-Pierre Ferrière[13]

## Sources
- Claude Mesplède, Dictionnaire des littératures policières, vol. 1 : A - I, Nantes, Joseph K, coll. « Temps noir », 2007, 1054 p. (ISBN 978-2-910686-44-4, OCLC 315873251), p. 170-171.
- Jean Tulard, Dictionnaire du roman policier : 1841-2005. Auteurs, personnages, œuvres, thèmes, collections, éditeurs, Paris, Fayard, 2005, 768 p. (ISBN 978-2-915793-51-2, OCLC 62533410, BNF 41349021), p. 63.
- Claude Mesplède et Jean-Jacques Schleret (Éd. rév. de: SN, voyage au bout de la Noire), Les auteurs de la Série noire, 1945-1995, Nantes, Joseph K, coll. « Temps noir », 1996, 627 p. (ISBN 978-2-910686-11-6, OCLC 300207570), p. 39-40.